# Анна Австрийская
А́нна Австри́йская, полное имя при рождении А́нна Мари́я Маври́кия Австри́йская (фр. Anne d'Autriche, исп. Ana María Mauricia de Austria (de Habsburgo); 22 сентября 1601 — 20 января 1666) — испанская инфанта и эрцгерцогиня Австрийская из дома Габсбургов, королева Франции, супруга Людовика XIII (с 1615); мать Людовика XIV, регент по малолетству последнего (с 1643 по 1651). В период её регентства пост Первого министра Франции занимал кардинал Мазарини.

## Биография

### Детство
Анна Австрийская, старшая дочь испанского короля Филиппа III и его жены Маргариты Австрийской родилась 22 сентября 1601 года во дворце графов Бенавенте в городе Вальядолид (Испания). Она получила имя Анна Мария Маурисия: Анна — в честь своей бабушки Анны Австрийской; Мария — в честь Девы Марии, Мауриcия — потому что родилась в день святого Маврикия. 7 октября 1601 года в церкви Сан Пабло её крестил архиепископ Толедо Бернардо де Сандоваль-и-Рохас. Крёстными родителями инфанты были четвёртый герцог Пармы Рануччо I Фарнезе и Каталина де ла Серда, жена герцога Лерма, приближённого короля Филипа III.
Поскольку ее отец был королём Португалии, а также Испании, Анна носила титул инфанты Испании и Португалии. Также она носила титул эрцгерцогини Австрийской, потому что её родители принадлежали к старшей ветви германско-австрийской династии, в те времена известной как Австрийский дом, впоследствии получившей известность как династия Габсбургов или дом Габсбургов.
Вопреки обычаю, инфанта воспитывалась под присмотром родителей, которые дали ей строгое религиозное образование. Её детство прошло во дворце Алькасар в Мадриде с братьями и сёстрами. Анна особенно привязывается к брату Филиппу (будущему королю Филиппу IV) и Марии-Анне. Анна вместе со своей младшей сестрой Марией-Анной получили хорошее образование, обучались латыни, основам европейских языков, шитью, танцам, письму, священной истории и генеалогии царствующей династии Габсбургов.
В 1611 году на 27 году жизни при родах умерла её мать, королева Маргарита.

### Дипломатический брак
Испания предлагала Франции заключить дипломатический брак — женить французского наследника на инфанте Анне. За ней давалось богатое приданое. Однако король Франции Генрих IV расценивал Габсбургов как врагов Франции и надеялся женить сына на Николь Лотарингской, наследнице герцогства Лотарингия, чтобы брачным соглашением раздвинуть границы Франции до Вогезов. Однако убийство Генриха IV 14 мая 1610 года сделало вдовствующую французскую королеву Марию Медичи регентшей при малолетнем сыне, на которого она оказывала давление. Королева вела происпанскую и проитальянскую политику, заручившись поддержкой религиозной партии. Она отступила от политики Генриха IV и решила создать католический союз с Испанией, что 30 апреля 1611 года скрепилось договором о браке наследника Людовика и инфанты Анны. Испанский король Филипп III рассчитывал, что присутствие дочери при французском дворе послужит интересам Испании и дал ей секретные поручения. Также в брачном контракте оговаривалось, что инфанта Анна выйдет замуж за Людовика, только если его сестра Елизавета станет женой младшего брата Анны, принца Филиппа.
18 октября 1615 года в Бургосе состоялась помолвка по доверенности инфанты и французского короля Людовика XIII, которого представлял герцог Лерма. В тот же день в Бордо французская принцесса Елизавета также по доверенности вышла замуж за испанского принца Филиппа, которого представлял герцог Карл I де Гиз. После церемоний на острове Фазанов между Фуэнтеррабией и Андаем принцесс «обменяли». 21 ноября 1615 года в Бордо состоялось бракосочетание Людовика XIII и инфанты.
Несмотря на юный возраст молодожёнов (14 лет), королева Мария Медичи опасалась, что союз может быть поставлен под сомнение, и из политических соображений потребовала консумации. Испытав «стыд и великий страх» после брачной ночи набожный, слабый здоровьем король в последующие 4 года не стремился делить ложе с супругой, навещая её утром и вечером для соблюдения этикета.

### Королева Франции
Поселившись в Лувре, юная королева получила почести по своему положению, однако регентствующая королева-мать Мария Медичи продолжила носить титул королевы Франции без особого почтения к невестке. Окружённая испанскими придворными, Анна жила по испанскому укладу, плохо говорила по-французски, что мешало её общению с новой семьёй.
После убийства Кончини в 1617 году и ссылки матери в Блуа Людовик XIII заявил о себе как о самостоятельном правителе. Король на место Кончини назначил Шарля Д’Альбера, герцога де Люина, который, сознавая шаткость короны из-за отсутствия наследника престола, стремился укрепить власть короля. Сперва он заменил испанских придворных юной королевы на француженок: вместо Иннес де ла Торре первой почётной дамой стала Мария де Роган (супруга герцога де Люина). В окружение королевы вошли принцесса де Конти, мадам дю Верне (сестра де Люина), Габриэль-Анжелика де Верней (внебрачная дочь Генриха IV и Генриетты д’Антраг). Под надзором мадам де Люин королева облачилась во французское платье с декольте (не типичное для строгой испанской моды) и училась придворному этикету. Прежде Анну придворные считали чопорной ханжой. Весной 1619 года де Люин добился того, что король стал посещать королеву по ночам. С этого периода отношения короля и королевы крепнут. Однако Анна не допускается в Совет, тогда как королева-мать восседает там, лишая невестку политической власти, что противоречит наставлению её отца, короля Испании.
После нескольких выкидышей отношения между Людовиком и Анной охладевают. Вопреки воле короля Анна продолжает общение с Марией де Роган, которая после смерти супруга вышла замуж за герцога де Шеврёза из могущественного Лотарингского дома. Удалившись в изгнание по высочайшему повелению, герцогиня де Шеврёз поддерживает переписку с королевой и настраивает её против короля, с которым у самой установились давние противоречия.

### Дело Бекингема
11 мая 1625 года принцесса Генриетта-Мария, сестра Людовика XIII, вышла замуж по доверенности за английского короля Карла I. Сопровождать новобрачную было поручено герцогу Бекингему. По обычаю двор провожал принцессу до границы. В их числе были королева-мать Мария Медичи и королева Анна Австрийская, за которой принялся ухаживать герцог Бекингем. По пути к Амьену 14 июня 1625 года подруга королевы герцогиня де Шеврёз устроила тайное свидание в саду для королевы и герцога. Согласно «Mémoires» камердинера королевы Пьера де ла Порте, герцог проявил настойчивость, королева вскрикнула. Согласно «Занимательным историям» Таллемана де Рео, герцог «сбил с ног королеву и оцарапал бедро». Королевская свита прибежала, когда Бекингем скрылся. 22 июня 1625 года герцог выехал в Булонь с молодой супругой английского короля. Сплетни об инциденте в Амьене разлетелись по европейским дворам и сильно задели самолюбие Людовика XIII, что усложнило и без того натянутые отношения между ним и женой. Бекингему запретили ступать на французскую землю. Позже Ларошфуко в своих «Мемуарах» описал эту историю, которую подхватил Александр Дюма для «Трёх мушкетёров».

### Противница Ришельё
В 1624 году Марии Медичи удалось ввести в Совет короля кардинала Ришельё, который разделяет с королём политику сдерживания Габсбургов. Не имея политического влияния, королева поддерживает связь с испанским домом и враждебно настроена к кардиналу из-за его антииспанской политики.
Спустя годы брака у королевской четы всё ещё не родился наследник престола. Мария Медичи и брат короля Гастон Орлеанский плели интриги, вступали в заговоры внутри и вне королевства с целью сменить короля. В 1626 году королева с подачи герцогини де Шеврёз стала участницей заговора графа де Шале с целью низложить короля и возвести на престол его брата и наследника Гастона Орлеанского. С этого времени королевская чета живёт раздельно. Людовик полностью поддерживал Ришельё и разрушал замыслы принцев, вельмож и королевы-матери, направленные против министра.
В 1635 году Франция объявила войну Испании. Тайная переписка Анны Австрийской с братом, королём Испании, выходила за рамки семейной привязанности: практически с самого начала Тридцатилетней войны королева предпринимала попытки тайно осведомить Испанию о военных и политических действиях французов. В августе 1637 года на королеву пало подозрение. По приказу короля началось расследование, был произведён обыск в аббатстве Валь-де-Грас, где предпочитала жить королева. Оскорблённый Людовик XIII не дал огласки случившемуся, однако с момента установления предательства королевы вся её переписка проходила предварительную проверку перед отправкой. Приближённые королевы также подпали под пристальное внимание, герцогиня де Шеврёз бежала в Испанию.

### Рождение наследников
Несмотря на сложные отношения с супругом, в 1637 году королева забеременела. Многие современники отмечали, что близости короля и королевы помогла гроза, которая помешала Людовику добраться до Сен-Мор-де-Фоссе, отчего он переночевал у супруги в Лувре. Долгожданный ребёнок воспринимался королевской четой как дар небес, как акт заступничества брата Фиакра, молившегося Богородице о рождении наследника. 6 февраля 1638 года королева опоясалась Поясом Богородицы — реликвией, хранившейся в Нотр-Дам-дю-Пюи. На следующий день король и королева официально принимают брата Фиакра, чтобы поговорить с ним о его видениях Девы Марии. В благодарность за обещание наследника отца Фиакра король определил на службу в Церковь Нотр-Дам-де-Грас-де-Котиньяк (Котиньяк). 10 февраля 1638 года король подписал Обет Людовика XIII (посвящение французского королевства Деве Марии), а 15 февраля объявил праздник по всему королевству. В 1660 году Людовик XIV и его мать лично отправились в Котиньяк, чтобы помолиться и поблагодарить Богородицу, а в 1661 и 1667 годах Людовик XIV принёс подарки в церковь от имени матери. Также там была установлена мемориальная доска по этому поводу.
5 сентября 1638 года Анна Австрийская в Сен-Жермен-ан-Ле родила мальчика, которого прозвали Луи-Дьёдонне («данный богом»). Глубокое благочестие королевы и пристальное наблюдение за ней исключают вероятность зачатия не от Людовика XIII. Последние генетические исследования доказывают, что Людовик XIV происходил из рода Генриха IV, что делает его сыном потомка Генриха IV. 21 сентября 1640 года королева родила второго сына, Филиппа, который позже станет основателем Орлеанского дома. Воспитанием принцев занималась Франсуаза де Лансак. У неё не сложились отношения с королевой, но она была лояльно расположена к королю и кардиналу. Появление на свет наследников престола, однако, не могло растопить лёд в отношениях супругов.

### Регентство
После смерти кардинала Ришельё в декабре 1642 года король ввёл в Государственный совет одного из его ближайших соратников — кардинала Мазарини. 14 мая 1643 года, после шести недель колик и рвоты (болезнь Крона), в возрасте 41 года скончался Людовик XIII.
Незадолго до своей смерти Людовик XIII, не доверявший жене и родному брату, распорядился учредить при малолетнем наследнике регентский совет, куда должны были войти принцы крови Гастон Орлеанский и принц Конде, а также министры Мазарини, Клод Бутийе, Шавиньи и канцлер Сегье. Решения должны были приниматься на общем голосовании. Через пять дней после смерти мужа Анна Австрийская с поддержкой канцлера созвала Парижский парламент на Ложе справедливости и поставила под сомнение завещание Людовика XIII. Члены парламента увидели в этом возможность ограничить власть короля и расширить свои полномочия.
Анна Австрийская переехала из Лувра во дворец бывшего кардинала (Кардинальский дворец), завещанный Ришельё Людовику XIII. Дворец с роскошным садом превратился в Пале-Рояль.
Анна Австрийская не приветствует Бутийе и его сына Шавиньи, но сохраняет должность за Сегье. Ко всеобщему удивлению, королева назначает на должность первого министра кардинала Мазарини, уже состоявшего в регентском совете. Благосклонность к Мазарини и продолжение войны с Испанией вызывает разочарование среди вельмож королевства. Бытует неподтверждённое мнение, будто королева вступила с Мазарини в тайный брак. Из ссылки возвращаются старые подруги королевы — герцогиня де Шеврёз и Мария де Отфор.
В 1643 году возник «Заговор Высокомерных», один из самых громких заговоров против Мазарини. Зачинщика Франсуа де Бофора королева приказала заточить в Венсенский замок, а его сподвижников — отправить в ссылку.
Неопытная в политике королева всецело доверяет и полагается на Мазарини. Понимая, что должна оставить сыну сильное государство, она поддерживает линию ослабления Габсбургов, продолженную Мазарини со времён Ришельё. Также Мазарини занимается образованием наследника в области политики и военного дела. Королева оставляет за собой воспитание религиозное и нравственное.
В январе 1648 года художники и скульпторы под предводительством Шарля Лебрена, желая освободиться от монополии и произвола гильдий, обратились к королю и королеве с просьбой создать академию художников, по примеру Французской академии, открытой для французской литературы. Итогом этого обращения стало учреждение Королевской академии живописи и скульптуры.

### Фронда
Восстание парламента Анна Австрийская хотела подавить силой, но Мазарини отговорил её. В январе 1649 года королева с 11-летним наследником уезжают из Лувра в Сен-Жермен. Перемирие, достигнутое благодаря Рюэйскому миру, непрочно и не гарантирует окончания гражданской войны, продлившейся до 1652 года. В это сложное время Анна Австрийская полагается на Мазарини, несмотря на его два добровольных изгнания и оскорбительные памфлеты недовольных.
5 сентября 1651 года 13-летний Людовик XIV объявлен совершеннолетним. Через два дня перед парламентом Анна Австрийская официально передаёт королевские полномочия сыну. Тот в ответном слове благодарит её за воспитание и руководство королевством, просит остаться первым своим советником. Анна Австрийская оставалась в королевском совете до смерти Мазарини в 1661 году.
В 1659 году война с Испанией закончилась Пиренейским миром. На следующий год соглашение было скреплено браком Людовика XIV и племянницы Анны Австрийской, испанской инфанты Марии-Терезии.

### Последние годы жизни
В 1661 году, после смерти Мазарини, королева была исключена из королевского совета, когда Людовик XIV стал править самостоятельно. Она потеряла вкус к политике, и сын поблагодарил её за то, что она сумела удалиться в нужный момент. Анна Австрийская, в отличие от свекрови, не боролась за власть. Однако она заботилась о семейной жизни сына и упрекала его за то, что он быстро охладел к жене. Недопонимание между матерью и сыном возникло из-за разности поколений, а не из-за личных причин. У Анны Австрийской с сыновьями сохранились тёплые отношения. На закате своей жизни она всё больше обращается к религии и регулярно посещает монастырь Валь-де-Грас.
Всегда отличавшаяся крепким здоровьем, королева в 64 года обнаруживает у себя рак молочной железы. Она скончалась 20 января 1666 года. Ожидавший в коридоре король упал в обморок после известия о её смерти. В ответ на утешительные слова советника: «Она была великой королевой!» — Людовик XIV ответил: «Она была не только великой королевой, но и великим королём!»
Перед смертью королева успела попросить отнести её сердце в часовню святой Анны (названной «Часовней сердец» из-за хранящихся там 45 забальзамированных сердец королей и королев Франции) в Церкви Валь-де-Грас. В 1793 году при осквернении этой часовни архитектор Луи Франсуа Пети-Радель взял урну с сердцами. Затем он продал или обменял её у художников, которые искали вещество, добываемое из бальзамированных частей или мумие, чтобы смешать с маслом и получить глазурь для полотен.

## Образ в искусстве

### В литературе
- Придворная дама Анны Австрийской Франсуаза де Моттевиль[фр.] описала жизнь королевы в «Mémoires d’Anne d’Autriche».
- Отношения Анны Австрийской и Людовика XIII стали одной из сюжетных линий знаменитого романа Александра Дюма-отца «Три мушкетёра» (1844). В его продолжениях «Двадцать лет спустя» (1845) и «Виконт де Бражелон, или Десять лет спустя» (1847—1850), в романе «Красный сфинкс» (1866), в книге-биографии «Людовик XIV» (1845), в пьесах «Юность мушкетёров» (1845), «Мушкетёры» (1849), «Молодость Людовика XIV» (1854), «Узник Бастилии» (1861) Анна Австрийская — тоже одно из действующих лиц; она упоминается в романе «Женская война» (1845).
- 1879—1880 — роман «Анна Австрийская, или Три мушкетёра королевы» Георга Борна.
- 1968 — «Любовь кардинала» английской писательницы Эвелин Энтони.
- 2007 — «Первая любовь Анны Австрийской» Шарля Далляра.
- 2011 — «Спальня Королевы» Жюльетты Бенцони из серии «Государственные тайны».

### Киновоплощения
- 1929 — «Железная маска» (США) режиссёра Аллана Дуона. — Белль Беннетт.
- 1939 — «Человек в Железной маске» (США) режиссёра Джеймса Уэйла. — Дорис Кенион.
- 1960 — «Капитан» (Франция) — Лиз Деламар.
- 1962 — «Железная маска» (Италия, Франция) режиссёра Анри Декуэна. — Жермен Монтеро.
- 1964 — «Сирано и д'Артаньян» / Cyrano et d’Artagnan (Франция) — Лаура Валенсуэла.
- 1966 — «Захват власти Людовиком XIV» (Франция) режиссёр Роберто Росселлини. — Катарина Ренн
- 1977 — Человек в железной маске (Великобритания, США) режиссёра Майка Ньюэлла. — Бренда Брюс.
- 1977 — сериал «Ришельё» (Франция) — Мари-Кристин Демаре.
- 1978 — сериал «Мазарини» (Франция) — Мартина Сарсе.
- 1993 — «Луи, король — дитя» (Франция) — Кармен Маура.
- 1994 — «Дочь д’Артаньяна» (Франция) — Сильви Ван ден Эльзен.
- 1998 — «Человек в железной маске» (США — Великобритания) — Анн Парийо.
- 2000 — «Король танцует» (Франция — Германия — Бельгия) — Колетт Эмманюэль.
- 2002 — «Бланш» (Франция) — Кароль Буке.
- 2008 — «Версаль, мечта короля» (Франция) — Диан Столожан.
- 2009 — мини-сериал «Королева и кардинал» (Франция) — Алессандра Мартинес.
- 2009 — сериал «Король, Белка и Уж» (Франция) — Анн Лорье.
- 2010 — четвёртый сезон документального сериала «Secrets d’Histoire» (Франция) Стефана Берна[26][27].
- 2014 — «Ришельё, пурпур и кровь» (Франция) — Сесиль Буа.
- 2015 — телесериал «Версаль» (Франция-Канада) — Доминик Блан.
- 2024 — сериал «Опасная дружба» — Стефани Хиль (Stephanie Gil).

#### Экранизации романа «Три мушкетёра»
- 1921 — «Три мушкетёра» (США) режиссёра Фреда Нибло. — Мэри МакЛарен.
  - 1923 — «Под красной мантией[англ.]» / англ. Under the Red Robe (США) режиссёра Алана Кросланда. — Мэри МакЛарен.
- 1921 — сериал «Три мушкетёра» (Франция) режиссёра Анри Диаман-Берже. — Жанна Декло.
- 1922 — «Двадцать лет спустя» / Vingt ans après (Франция) режиссёра Анри Диаман-Берже. — Маргарит Морено.
- 1939 — музыкальная комедия «Три мушкетёра» (США) — Глория Стюарт.
- 1948 — «Три мушкетёра» (США) — Анджела Лэнсбери.
- 1961 — «Три мушкетёра» (Франция — Италия) — Франсуаз Кристоф.
- 1973 — «Три мушкетёра» (Великобритания — США) — Джеральдина Чаплин.
  - 1974 — «Четыре мушкетёра: Месть миледи» (Великобритания — Испания — Панама) — Джеральдина Чаплин.
  - 1989 — «Возвращение мушкетёров» (Великобритания — Испания — Панама) — Джеральдина Чаплин.
- 1974 — «Четыре мушкетёра Шарло» и «Четверо против кардинала» (Франция). — Катрин Журдан.
- 1978 — «Д’Артаньян и три мушкетёра» (СССР) — Алиса Фрейндлих.
  - 1992 — «Мушкетёры двадцать лет спустя» (Россия) — Алиса Фрейндлих.
  - 1993 — «Тайна королевы Анны, или Мушкетёры тридцать лет спустя» (Россия) — Алиса Фрейндлих.
  - 2009 — «Возвращение мушкетёров, или Сокровища кардинала Мазарини» (Россия) — Алиса Фрейндлих.
- 1979 — «Пятый мушкетер» (США) — Оливия Де Хэвилленд
- 1993 — «Три мушкетера» (Австрия — Великобритания — США) — Габриель Анвар.
- 2001 — «Мушкетёр» (Германия — Люксембург — Великобритания — США) — Катрин Денёв.
- 2001 — «Мушкетёры» (Франция — Великобритания) — Сара-Джейн Поттс.
- 2004 — «Миледи[фр.]» (Франция) — Асусена Каамано.
- 2005 — «Д’Артаньян и три мушкетёра» (Канада — Франция — Великобритания — Чехия) — Стефания Рокка.
- 2011 — «Мушкетёры» (США) — Джуно Темпл.
- 2013 — «Три мушкетёра» (Россия) — Мария Миронова.
- 2014 — телесериал «Мушкётеры» (Великобритания) — Александра Доулинг.
- 2023 — дилогия «Три мушкетёра» (Франция) — Вики Крипс.